# Royel Otis
Royel Otis — австралійський гітарний дует із Сіднея, створений у 2019 році.
Музика гурту була класифікована як інді-поп, пост-панк, поп-рок, психоделічний рок.
Засновники гурту: Ройел Медделл (Royel Maddell) та Отіс Павловіч (Otis Pavlovic).
Дует випустив три мініальбоми, включно з Sofa Kings, перш ніж у лютому 2024 року вийшов їхній дебютний студійний альбом, Pratts & Pain.

## Історія
Ройел Медделл і Отіс Павлович коротко спілкувалися на концертах і в барах в місті Байрон-Бей. В 2019 році, перед подорожжю Великобританією, Хорватією та Францією, Отіс Павлович надіслав Ройелу Медделлу кілька демо-записів. Ройел Медделл, який провів кілька років у Нью-Йорку, перш ніж повернутись до Австралії, почав працювати з матеріалом Павловича і незабаром зрозумів, що це «співпраця, якої він прагнув все своє життя».
Назва гурту Royel Otis, є комбінацією імен Медделла та Павловича відповідно.
У жовтні 2021 року дует випустив свій дебютний мініальбом, Campus.
У серпні 2022 року з’явився мініальбом Bar n Grill.
Їхній третій мініальбом, Sofa Kings, випущений у березні 2023 року, посів 43 місце в чартах ARIA після фізичного релізу в липні 2023 року.
Їхня пісня «Going Kokomo» була включена в саундтрек EA Sports FC 24.
У жовтні 2023 року гурт Royel Otis оголосив про випуск свого дебютного студійного альбому, Pratts & Pain, який вийшов 16 лютого 2024 року.
У січні 2024 року, на австралійській радіостанції Triple J, дует привернув увагу своїм кавером на пісню Софі Елліс-Бекстор (Sophie Ellis-Bextor), «Murder on the Dancefloor». В лютому пісня потрапила в чарти ARIA.

## Дискографія

### Альбоми
| Назва             | Інформація про альбом                                                           | Пікові позиції в чартах |
| Назва             | Інформація про альбом                                                           | AUS                     |
| ----------------- | ------------------------------------------------------------------------------- | ----------------------- |
| Pratts &amp; Pain | - Реліз: 16 лютого 2024 - Формат: CD, LP, digital - Лейбл: Ourness (OURN3003.1) | 10                      |

### Мініальбоми
| Назва       | Інформація про мініальбом                                                   | Пікові позиції в чартах |
| Назва       | Інформація про мініальбом                                                   | AUS                     |
| ----------- | --------------------------------------------------------------------------- | ----------------------- |
| Campus      | - Реліз: 7 жовтня 2021 - Формат: digital - Лейбл: Ourness                   | —                       |
| Bar n Grill | - Реліз: 5 серпня 2022 - Формат: digital - Лейбл: Ourness                   | —                       |
| Sofa Kings  | - Реліз: 31 березня 2023 - Формат: digital, LP - Лейбл: Ourness (OUREPV006) | 43                      |

### Сингли, які потрапили в чарти та/або сертифіковані сингли
| Назва                                       | Рік  | Пікові позиції в чартах | Пікові позиції в чартах | Пікові позиції в чартах | Сертифікати  | Альбом            |
| Назва                                       | Рік  | AUS                     | NZ Hot                  | US Rock                 | Сертифікати  | Альбом            |
| ------------------------------------------- | ---- | ----------------------- | ----------------------- | ----------------------- | ------------ | ----------------- |
| "Oysters in My Pocket"                      | 2022 | —                       | —                       | —                       | - ARIA: Gold | Bar n Grill       |
| "Murder on the Dancefloor" (Like a Version) | 2024 | 35                      | 14                      | 43                      | - ARIA: Gold | Сингл без альбому |

## Нагороди та номінації

### APRA Awards
Нагородження APRA щорічно проводиться в Австралії та Новій Зеландії, Австралазійською асоціацією Australasian Performing Right Association, за досягнення в написанні пісень, виступах наживо в ефірі і музичних продажах.
| Рік  | Номіновано                    | Нагорода                        | Результат | Ref.   |
| ---- | ----------------------------- | ------------------------------- | --------- | ------ |
| 2024 | Otis Pavlovic & Royel Maddell | Emerging Songwriter of the Year | Номінація | [ 18 ] |

### ARIA Music Awards
ARIA Music Awards — це щорічна церемонія нагородження, присвячена австралійській музичній індустрії .
| Рік  | Номіновано | Нагорода                             | Результат | Ref.   |
| ---- | ---------- | ------------------------------------ | --------- | ------ |
| 2023 | Sofa Kings | Michael Gudinski Breakthrough Artist | Номінація | [ 19 ] |

### J Awards
J Awards — це щорічна серія австралійських музичних нагород, заснована молодіжною радіостанцією Triple J, Австралійської телерадіомовної корпорації. Премія заснована в 2005 році. 
| Рік  | Номіновано | Нагорода                     | Результат | Ref.   |
| ---- | ---------- | ---------------------------- | --------- | ------ |
| 2023 | "Kool Aid" | Australian Video of the Year | Номінація | [ 20 ] |

### Rolling Stone Australia Awards
Нагорода Rolling Stone Australia Awards присуджуються щорічно в січні або лютому австралійським підрозділом журналу Rolling Stone за видатний внесок у популярну культуру в попередньому році.
| Рік  | Номіновано | Нагорода        | Результат | Ref.   |
| ---- | ---------- | --------------- | --------- | ------ |
| 2024 | Royel Otis | Best New Artist | Номінація | [ 21 ] |